# Gare de Mauzé
La gare de Mauzé est une gare ferroviaire française de la ligne de Saint-Benoît à La Rochelle-Ville. Elle est située à environ 400 m au nord du centre bourg, sur le territoire de la commune de Mauzé-sur-le-Mignon dans le département des Deux-Sèvres, en région Nouvelle-Aquitaine.
Elle est mise en service en 1857, par la Compagnie du chemin de fer de Paris à Orléans (PO). C'est une halte voyageurs de la Société nationale des chemins de fer français (SNCF) desservie par des trains TER Nouvelle-Aquitaine.

## Situation ferroviaire
Établie à 20 mètres d'altitude, la gare de Mauzé est située au point kilométrique (PK) 95,339 de la ligne de Saint-Benoît à La Rochelle-Ville, entre les gares ouvertes de Prin-Deyrançon et de Surgères, s'intercalent les gares fermées de Saint-Pierre-d'Amilly et de Saint-Georges-du-Bois.

## Histoire
La station de Mauzé est mise en service la 7 septembre 1857, par la Compagnie du chemin de fer de Paris à Orléans (PO) lorsqu'elle ouvre à l'exploitation le deuxième tronçon, de Niort à La Rochelle de sa ligne de Poitiers à La Rochelle et Rochefort.
En 1871, une citerne est construite pour l'alimentation de la machine fixe.

La gare au début des années 1900
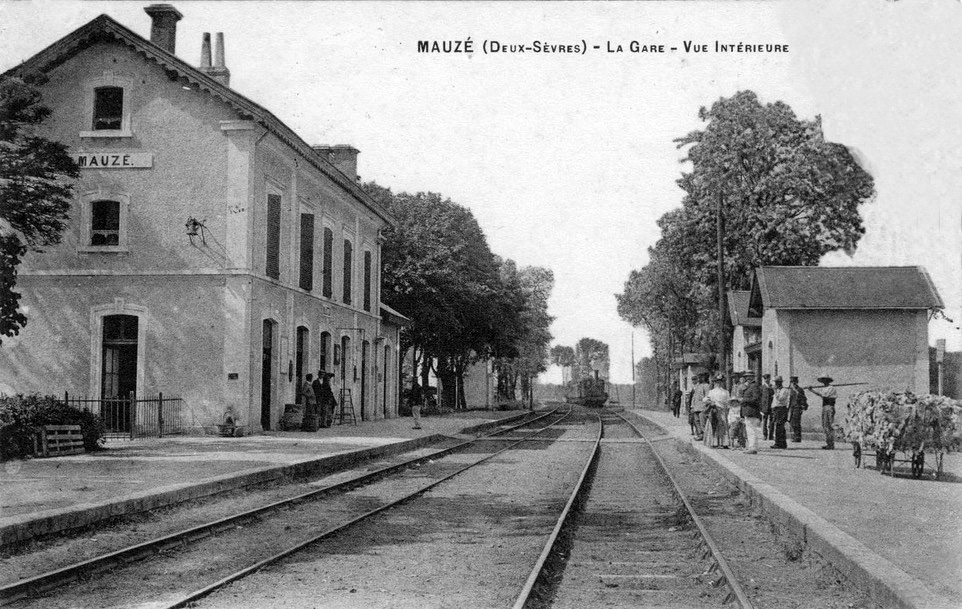
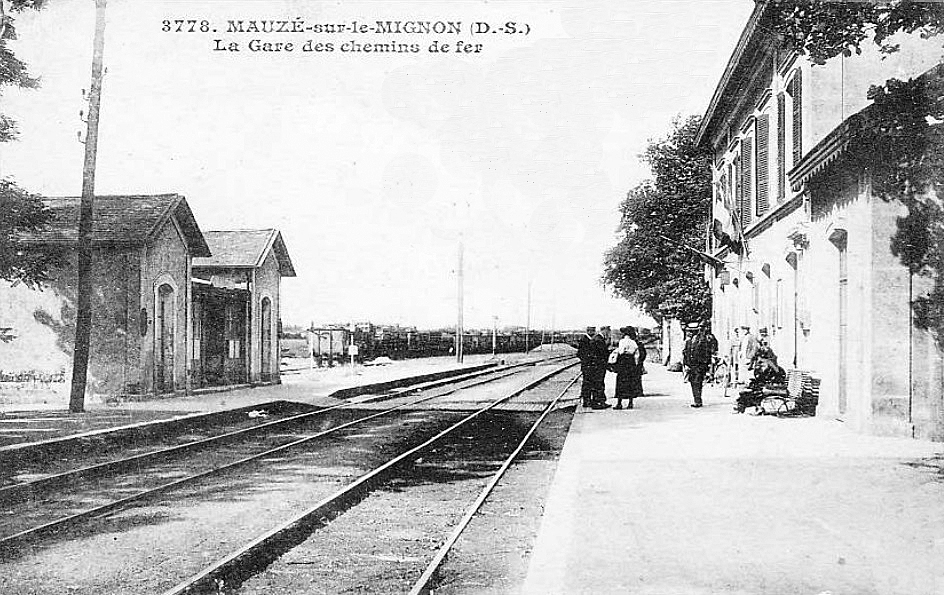

Au début des années 2010, la gare est classée en deuxième position, des gares du département, en termes de fréquentation avec 120 voyageurs qui prennent le train quotidiennement. Par ailleurs le relèvement de la vitesse des trains de passage sur la ligne nécessite de remplacer, par exigence de sécurité, le passage piéton planchéié par un système supprimant ce risque. Le choix s'est porté sur un passage sous voies. 
Au début de l'année 2015 un chantier est ouvert à côté de la gare pour la fabrication des éléments et une opération « coup de poing » est réalisée du 1 au 3 mai 2015 avec fermeture de la ligne et pose des éléments préfabriqués. Ce chantier d'un coût de 1 million d'euros financés par « SNCF Réseau, le Département, la Région, la Communauté d’agglomération niortaise (Can) et la municipalité de Mauzé-sur-le-Mignon » est un élément du programme en cours d'entretien et de modernisation du tronçon de ligne en les gares de Niort et de La Rochelle. À la fin du chantier de finitions, la gare dispose d'un passage souterrain sous voie équipé d'ascenseurs, il permet aux voyageurs d'aller en sécurité d'un quai à l'autre mais également il facilite l'accès au centre-ville pour les habitants du quartier isolé par la voie du chemin de fer.
En 2022, selon les estimations de la SNCF, la fréquentation annuelle de la gare était de 112 170 voyageurs contre 77 183 voyageurs en 2019 et 67 241 en 2018.

## Service des voyageurs

### Accueil
Halte SNCF, c'est un point d'arrêt non géré (PANG) à accès libre. Elle dispose d'un automate pour l'achat de titres de transport. Un passage sous voies, équipé d'ascenseurs, permet l'aller en sécurité d'un quai à l'autre

### Desserte
Mauzé est desservie par les trains TER Nouvelle-Aquitaine des relations Niort ou Poitiers à La Rochelle-Ville.

### Intermodalité
Un parc pour les vélos y est aménagé. le stationnement des véhicules est possible à proximité.
Des bus et cars desservent la gare.

## Patrimoine ferroviaire
La gare rénovée en halte a conservé une partie des bâtiments d'origines du PO : on y voit notamment le bâtiment voyageurs, l'abri de quai et un petit édifice de toilettes. 
En 2020, la SNCF toujours propriétaire du bâtiment voyageurs propose de le louer : il dispose d'une surface de 71 m2 en rez-de-chaussée et 123 m2 à l'étage.